# ماريو سواريز (لاعب كرة قدم)

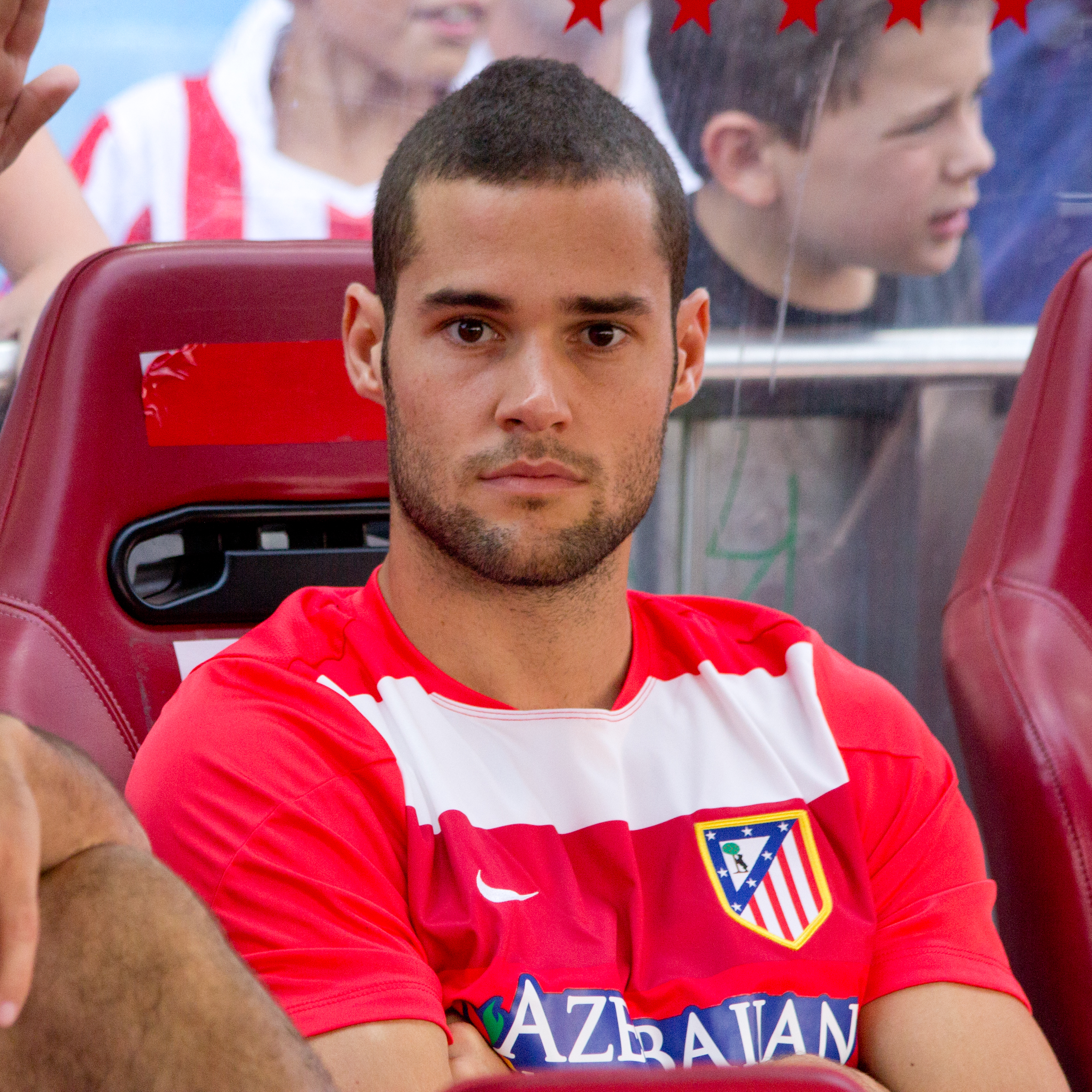

ماريو سواريز ماتا (بالإسبانية: Mario Suárez)‏ (المولود 24 فبراير 1987) لاعب كرة قدم إسباني يلعب حاليًا مع نادي فالنسيا الإسباني على سبيل الإعارة من واتفورد الإنجليزي. ويلعب في مركز الوسط المدافع.

## روابط خارجية
- ماريو سواريز ماتا على موقع الاتحاد الدولي (مؤرشف)  (الإنجليزية)
- ماريو سواريز ماتا على موقع الاتحاد الأوربي (الإنجليزية)
- ماريو سواريز ماتا على موقع قاعدة بيانات كرة القدم.إي يو (الإنجليزية)
- ماريو سواريز ماتا على موقع ناشيونال فوتبول تيمز (الإنجليزية)
- ماريو سواريز ماتا على موقع Soccerbase.com (لاعب) (الإنجليزية)
- ماريو سواريز ماتا على موقع Soccerway.com (الإنجليزية)
- ماريو سواريز ماتا على موقع عالم كرة القدم.نت (الإنجليزية)
- ماريو سواريز ماتا على موقع AS.com (الإسبانية)